# 片岡市蔵 (6代目)
六代目 片岡 市蔵（ろくだいめ かたおか いちぞう、1958年（昭和33年）12月12日 - ）は歌舞伎役者。伝統歌舞伎保存会会員。本名は片岡 幸一（かたおか こういち）。屋号は松島屋、定紋は銀杏丸。俳名は我升。東京都出身。弟に四代目片岡亀蔵がいる。青山学院大学経済学部中退。

## 来歴
- 1958年（昭和33年）12月12日、五代目片岡市蔵の長男として生まれる。
- 1962年（昭和37年）4月、歌舞伎座『助六由縁江戸桜』の禿で片岡幸一を名乗り初舞台。
- 1969年（昭和44年）11月、歌舞伎座『助六由縁江戸桜』の茶屋廻り金太ほかで六代目片岡十蔵を襲名。
- 1985年（昭和60年）、名題昇進
- 2003年（平成15年）5月、歌舞伎座『実盛物語』の瀬尾十郎ほかで六代目片岡市蔵を襲名。

## 受賞歴
- 1972年・1983年・1993年　国立劇場奨励賞
- 1989年　関西で歌舞伎を育てる会奨励賞
- 1990年　眞山青果賞助演賞
- 1995年　第一回日本俳優協会賞奨励賞
- 1997年　歌舞伎座賞